# مارگیتا آلوین
مارگیتا آلوین (سوئدی: Margita Alfvén؛ ۱۶ نوامبر ۱۹۰۵ – ۱۱ مارس ۱۹۶۲) بازیگر اهل سوئد بود.
از فیلم‌هایی که وی در آن‌ها نقش داشته است، می‌توان به زن دکتر اشاره نمود.